# Ekonomika Kazachstánu
Ekonomika Kazachstánu je největší ve střední Asii. Měna však zaznamenala prudké oslabení mezi roky 2013 a 2016. Pro ekonomiku Kazachstánu jsou nejdůležitější rozsáhlé zásoby ropy a zemního plynu u Kaspického moře. Kazachstán má také značný zemědělský potenciál, protože rozlehlé stepi umožňují jak chov dobytka, tak i produkci obilí. Hory na jihu jsou důležité pro pěstování jablek a vlašských ořechů.
Po rozpadu SSSR a následném snížení poptávky po výrobcích těžkého průmyslu se Kazachstán od roku 1991 potýkal s prudkým poklesem ekonomiky. Situaci pomohly stabilizovat vládní reformy z let 1995–1997, po kterých se podstatná část aktiv přesunula do soukromého sektoru. Po roce 2000 kazašská ekonomika prudce rostla. Růst ekonomiky podpořily zvýšené ceny hlavních kazašských exportních surovin na světových trzích – ropy, barevných kovů a obilí. Ekonomika rostla i díky obchodování s Ruskem, Čínou a také sousedícími státy ze Společenství nezávislých států, jehož je Kazachstán členem. Krom toho je také členem Světové obchodní organizace nebo Eurasijské ekonomické unie.
V posledních 5 letech HDP meziročně stoupal o 1–4 %. Od roku 2014 Kazachstán zaznamenal pokles ekonomiky díky sníženým cenám ropy na světových trzích. Ekonomika také pocítila dopady krize na Ukrajině. Měna (kazašské tenge) byla v roce 2014 znehodnocena o 19 % a v roce 2015 o 22 %. V roce 2018 HDP na obyvatele dle parity kupní síly dosáhlo v Kazachstánu úrovně 26 072 USD. V žebříčku konkurenceschopnosti, který sestavuje Světové ekonomické fórum, se Kazachstán v roce 2019 umístil na 56. pozici ze 133 srovnávaných ekonomik.

## Bankovní systém
Kazachstán má dvouúrovňový bankovní systém. První úrovní je centrální banka a všechny ostatní banky jsou na úrovni druhé. V roce 2014 byla vládou utvrzena Koncepce rozvoje finančního sektoru Kazachstánu do roku 2030.
V srpnu 2020 bylo v Kazachstánu registrováno 27 bank. Mezi nejznámější patří First Heartland Jýssan Bank, Kaspi bank, Sberbank, Bank RBK nebo například National Bank of Kazakhstan. Některé kazašské banky působí též v zahraničí. Ke stejnému datu je v Kazachstánu 29 pojišťovacích společností.
Během let 2017 a 2018 v zemi probíhal ozdravovací program bankovního sektoru. Do programu byly přihlášeny banky s kapitálem 45 mld. Tenge a více. Dvě třetiny hodnoty rekapitalizace půjčovala centrální banka a jednu třetinu akcionář. Tento program využily Eurasijská banka, Cesnabank, ATF Bank, BankCenterCredit a Bank RBK, které patří do TOP deseti kazachstánských bank, co se týče hodnoty aktiv. Dle slov zástupců Národní banky bylo tímto ozdravovacím programem zajištěno 50 % ozdravení kazašského bankovního sektoru.

## Daňový systém
V prosinci 2017 byl schválen nový Daňový kodex, který navazuje na původní daňový zákon z roku 2008. Tento kodex sklidil rozsáhlou kritiku. Dle tohoto zákona jsou o 1. 1. 2020 v platnosti:
- Daň z příjmu právnických osob (u nesurovinového sektoru se sazbou 20 % a u zemědělského sektoru se sazbou 10 %).
- Daň z příjmu fyzických osob se sazbou 10 %.
- Sociální pojištění se sazbou 9,5 %.
- DPH se sazbou 12 %.
- Poplatek na povinné sociální pojištění 2 %.

Kazachstán má s řadou zemí uzavřenou Smlouvu o zamezení dvojího zdanění a zabránění daňovému úniku v oboru daní z příjmu a majetku. Tato smlouva má vyšší právní sílu než ustanovení zákona.

## Makroekonomický trend
V indexu ekonomické svobody z roku 2014, který zveřejnila The Heritage Foundation ve Washingtonu, získal Kazachstán za posledních 17 let 22 bodů, což je podle autorů jedním z dvaceti nejlepších zlepšení zaznamenaných jakoukoli zemí. Skóre ekonomické svobody Kazachstánu je 69,1, což se rovná „mírně svobodnému“. Jeho celkové skóre se zvýšilo o 0,1 bodu, přičemž výrazné zlepšení svobody investic a integrity vlády vyrovnalo prudký pokles fiskálního zdraví a měnové svobody. Kazachstán je na 11. místě mezi 43 zeměmi v asijsko-pacifickém regionu a jeho celkové skóre je nad regionálním a světovým průměrem.
Tento graf ukazuje trendy hrubého domácího produktu Kazachstánu v tržních cenách odhadovaných Mezinárodním měnovým fondem s čísly v milionech kazašské tenge.
| Rok  | Hrubý domácí produkt | Americký dolar | Index inflace (2000=100) | Příjem na obyvatele |
| ---- | -------------------- | -------------- | ------------------------ | ------------------- |
| 1995 | 78 014 200           | 61,11 tenge    | 64                       | 3,81                |
| 2000 | 102 599 902          | 142,26 tenge   | 100                      | 3,53                |
| 2005 | 147 453 000          | 132,88 tenge   | 140                      | 9,01                |
| 2017 | 159 406 930          | 344,18 tenge   |                          |                     |

## Ekonomický růst a HDP
HDP Kazachstánu od ledna do září 2014 reálně vzrostl o 4,1 %. Předpokládalo se, že růst reálného HDP Kazachstánu v roce 2014 dosáhne 4,3 %. Hlavní hybnou silou ekonomiky Kazachstánu v roce 2014 je spotřebitelský sektor. Spotřebu v Kazachstánu zvyšují hlavně retailové půjčky.
Podle Statistické agentury Republiky Kazachstán činil růst HDP Kazachstánu v prvním čtvrtletí roku 2014 3,8 %.
Kazašská vláda podepsala rámcovou dohodu o partnerství s IBRD, IFC, MIGA dne 1. května 2014, a dle této dohody přidělí Světová banka Kazachstánu 2,5 miliardy USD na diverzifikaci ekonomiky a dosažení udržitelného rozvoje. Zpráva Světové banky ukazuje, že Kazachstán od roku 2015 dosáhl úrovně země s vyššími středními příjmy s HDP 170 miliard USD. Přímé zahraniční investice vzrostly v roce 2015 o 30 % v kazašském zemědělském průmyslu a o 80 % v odvětví ropných produktů v zemi.
V roce 2016 se ekonomika Kazachstánu začala zotavovat z krize způsobené nízkými cenami ropy a devalvací tenge. Podle ministra národního hospodářství Kazachstánu dosáhl růst HDP za devět měsíců roku 2016 0,4 %. Největší růst zaznamenal sektor hospodářství, zemědělství a sektor dopravy.
V prvních sedmi měsících roku 2020 vyvážel Kazachstán výrazně více zboží než v předchozím roce, včetně sedminásobného zvýšení vývozu automobilů. HDP země se snížilo o 3 % kvůli poklesu sektoru služeb během pandemie covidu-19, ale reálný sektor ekonomiky výrazně vzrostl. V zemědělství, stavebnictví a zpracovatelském průmyslu došlo v prvních osmi měsících roku ke zvýšení produkce.

## Ekonomické sektory

### Zemědělství
Zemědělství představuje přibližně 6 % hospodářské produkce Kazachstánu. Přibližně 75 % území je vhodné pro zemědělskou výrobu, ale v současnosti se využívá asi jen 30 % půdy. V živočišné produkci převládá chov skotu a ovcí pro maso, kůži, vlnu a mléčné výrobky. Hlavními plodinami Kazachstánu jsou pšenice, ječmen nebo bavlna. Pěstují se tu také vlašské ořechy nebo jablka (s jablkem je spojen i mýtus o vzniku názvu města Almaty). Kazachstán je mezi 10 největšími vývozci obilovin na světě a vyváží obilí do více než 70 zemí. Mezinárodní rada pro obiloviny odhaduje produkci pšenice v Kazachstánu za období 2018–2019 na 14 milionů tun a produkci ječmene za stejné období na 4 miliony tun.

#### Energetika
Kazachstán je jednou ze zemí s nejvyšší produkcí uranu se 35 % celosvětové produkce a po Austrálii má druhé největší zásoby uranu na světě.

#### Těžba
Kazachstán je také předním producentem mnoha minerálních komodit, včetně soli, uranu, ferochromu, titanové houby, kadmia, draslíku, hořčíku, rhenia, mědi, bauxitu, gália a zinku.

#### Ropa a zemní plyn
Těžba ropy a zemního plynu je hlavním odvětvím kazašské ekonomiky. V roce 2000 bylo v Kazachstán vytěženo 35 252 000 tun ropy (700 000 barelů denně), v roce 1999 pouze 30 025 000 tun, to je tedy zvýšení o 17,4 %. V roce 2000 bylo vyvezeno 28 883 000 tun ropy, což představuje nárůst o 38,8 % oproti 20 813 000 tunám v roce 1999. Těžba v roce 2001 vzrostla zhruba o 20 %, to je tedy v souladu s vládní prognózou 40 100 000 tun ropy (800 000 barelů denně). V roce 2000 dosáhla těžba zemního plynu 11,5 km³, i zde vidíme nárůst a tedy, kdy roku 1999 kdy bylo vytěženo pouze 8,2 km³. Největší ložiska se nachází v oblastech u Kaspického moře. Budoucnost ekonomiky Kazachstánu bude záviset především na ceně ropy a schopnosti nacházet další ložiska. Kazachstán má velký potenciál stát se světových vývozcem ropy, a to v blízké době. Dominantním zahraničním investorem v Kazachstánu je joint venture Tengizchevroil, který vlastní z 50 % společnost ChevronTexaco, z 25 % společnost ExxonMobil, z 20 % společnost KazMunayGas z Kazachstánu a z 5 % společnost LukArco z Ruska. Pole zemního plynu a kondenzátu plynu Karachaganak vyvíjejí společnosti jako BG, Agip, ChevronTexaco či Lukoil. Offshore Kazachstán konsorcium pod vedením Agipu objevilo v severním Kaspickém moři obrovské ropné pole, které nejspíše zajistí velký finanční obnos země. Ekonomická budoucnost Kazachstánu tedy velice souvisí s těžbou ropy a zemního plynu. Růst HDP bude záviset na ceně ropy a také na schopnosti rozvíjet nová ložiska pro těžbu těchto surovin.

#### Uranová ruda
Kazachstán je vedoucí zemí ve výrobě uranu, zajišťuje 35 % světové produkce a má druhé největší zásoby uranové rudy na světě, na prvním místě je Austrálie.

### Průmysl

#### Motorová vozidla
V červnu roku 2014 byla v kazašském městě Kostanaj zahájena montáž CKD montážních setů Toyota Fortuner, přičemž očekávaná roční produkce činí přibližně 3 000 automobilů. V roce 2014 se kazachstánský automobilový průmysl rychle rozvíjel a každoročně produkoval výrobky v hodnotě až 2 miliard dolarů. Bohužel i přes velké naděje výrobní průmysl poklesl, přičemž ale v roce 2016 poklesl prodej pouze na 46 000.

#### Železnice
GE Transportation Systems získalo 50% podíl ve společnosti Lokomotiv Kurastyru Zauyty ve společném podniku s kazašskou národní železniční společností Kazakhstan Temir Zholy.

### Služby

#### Obchod
Vláda Kazachstánu dlouhodobě prosazuje vstřícnou politiku vůči zahraničním investorům. Nejvýznamnějším obchodním partnerem Kazachstánu v roce 2018 byla Evropská unie s 39,4% podílem na zahraničním obchodu Kazachstánu. Mezi evropskými zeměmi významný podíl dosahuje Itálie (17,8 %), Nizozemsko (8,7 %) a Francie (6,1 %). Ze zemí mimo EU jsou nejvýznamnějšími obchodními partnery Rusko (20,6 %), Čína (15,7 %) a Jižní Korea (5,2 %). V Kazachstánu existují speciální ekonomické zóny. První vznikla již v roce 1991 a v současné době jich existuje 9:
- Žajreb Atasujská v Žezkazganské oblasti (nejstarší)
- Alakulská v Taldykorganské oblasti
- Žarkentská v Taldykorgantské oblasti
- Lisakovská v Kostanajské oblasti
- Kyzyl-Ordinská
- Atyrauská
- Jižně-Kazachstánská
- Karagandinská
- Mangystauská

Zónou volného obchodu je Atakent pokrývající město Almaty a Astanu. Cílem zóny je urychlit výstavbu hlavního města. Konkrétně v Astaně je záměr vybudovat speciální ekonomickou zónu s cca 50 závody, které by zaměstnávaly cca 8000 pracovníků.

#### Technologie
Dne 22. prosince 2014 schválila Světová banka půjčku ve výši 88 milionů USD, která podpořila úsilí Kazachstánu o usnadnění komerčních a sociálních inovací v oblasti technologií. Cílem projektu Podpora produktivních inovací (The Fostering Productive Innovation Project) je zlepšit zemi v oblastech, které jsou schopné podporovat technologické inovace.

#### Maloobchod
Dle globálního indexu rozvoje maloobchodu poradenské společnosti Kearney za rok 2015 se Kazachstán umístil na 13. místě z 30. V roce 2016 se Kazachstán umístil jako 4. nejlepší rozvojová země v oblasti retailových investic a zaznamenal 56,5 bodů ze 100. Kazašský trh přilákal velké mezinárodní maloobchodníky, jako jsou například francouzské obchodní řetězce Carrefour a Leroy Merlin, ale také potravinářské giganty jako McDonald's či KFC.

#### Turismus
Kazachstán je největší vnitrozemskou zemí a zároveň 9. největší stát na světě. Cestovní ruch  není hlavní složkou ekonomiky a od roku 2014 představuje pouze 0,3 % HDP Kazachstánu, ale vláda plánuje jeho zvýšení do roku 2020 a to na 3 %. Země zažila kulturu starověké Hedvábné stezky, nomádský životní styl a Sovětský svaz, které měly na její formaci velký vliv. Díky této směsi se Kazachstán liší nejen od jakékoli jiné země v regionu, ale také ve světě.
Podle zprávy Světového ekonomického fóra o konkurenceschopnosti cestování a cestovního ruchu z roku 2017 činí HDP odvětví cestovního ruchu v Kazachstánu 3,08 miliardy USD, tedy 1,6 procenta celkového HDP. Světové ekonomické fórum ve své zprávě za rok 2017 řadí Kazachstán na 81. místo, což je o čtyři pozice výše ve srovnání s předchozím obdobím. Kazachstán v roce 2016 přijal 6,5 milionu turistů.

## Zahraniční obchod a investice

### Obchod
Kazachstán má 11 transkontinentálních tras, mimo ty železniční a silniční, také mnoho ropovodů a plynovodů. Díky zeměpisné poloze je Kazachstán nejrychlejší spojka mezi evropským a čínským trhem. Trasa přes Kazachstán je třikrát až čtyřikrát rychlejší než ostatní trasy.
Dne 13. října 2006 podepsala poradkyně obchodní a průmyslové komory Kazachstánu Sherin Suzhikova společně s generálním tajemníkem Rady pro rozvoj zahraničního obchodu Tchaj-wanu Chao yon-chuanem dohodu o zlepšení ekonomických vztahů. Tchajwanská Rada si následně otevřela pobočku v Kazašském městě Almaty.
Procento exportu high-tech technologií z Kazachstánu vzrostlo mezi lety 1995 a 2014 z pouhých 4,46 % na 37,17 %. Tento nárůst byl zapříčiněn především tzv. „Technology Commercialization Project“ vytvořený spoluprací Světové banky s kazašskou vládou. Projekt pomohl 65 kazašským firmám vyškolit zaměstnance a pokrýt počáteční výdaje. Výsledkem byl lehčí vstup firem na trh.
Klíčovým obchodním partnerem Kazachstánu je Čína. V březnu 2015 podepsaly tyto země 33 obchodních dohod v hodnotě 23, 6 miliard amerických dolarů. Dohody se týkaly průmyslových odvětví (např. rafinace ropy, výroba automobilů, ocelářství, aj.).
Obrat zahraničního obchodu Kazachstánu v roce 2018 činil 93,5 mld. USD, což je o 19,7 % více než v roce 2017. Export dosáhl 67 mld. a nárůst oproti předešlému roku byl necelých 26 %. USD. Import, který se oproti roku 2017 zvýšil o necelých 10 % dosáhl 32,5 mld. USD.

### Národní investiční strategie
Národní investiční strategie byla kazašskou vládou schválena v srpnu 2017. Cílem této strategie byl nárůst zahraničních investic o 26 % během pěti následujících let. Plán také pojmenoval 27 zemí, které jsou pro Kazachstán nejdůležitějšími zdroji investic. Mezi těmito státy jsou například USA, Spojené království, Čína, Rusko, Německo, Francie, Itálie, Turecko, Japonsko, Jižní Korea, Spojené arabské emiráty, aj. Ministerstvo investic a rozvoje země začalo velmi intenzivně spolupracovat s ministerstvem zahraničních věcí, aby společně vypracovaly individuální plán pro jednotlivé země.

### Přímé zahraniční investice
Kazachstán je největší příjemce celkových i ročních přímých zahraničních investic ze všech zemí Společenství nezávislých států (SNS). Kazachstánu bylo v roce 2017 nabídnuto členství v Organizaci pro hospodářskou spolupráci a rozvoj (OECD).
Seznam pěti zemí, které nejvíce investovaly do ekonomiky Kazachstánu zůstal v roce 2019 nezměněn. Nizozemí investovalo do Kazachstánu 7,3 miliard USD (30,2 %), dále následuje USA – 5,5 miliard USD (23,0 %) a Švýcarsko – 2,2 miliard. Čína předběhla v investicích Ruskou federaci a posunula se na čtvrté místo s 1,7 miliardami USD (7 %), zatímco Ruská federace uzavírá pětici největších investorů Kazachstánu s částkou 1,4 miliard USD (5,8 %).
Kazachstán zrušil potřebná víza pro občany Organizace pro hospodářskou spolupráci a rozvoj (OECD), Eurasijského ekonomického svazu (EAEU), Monaka, Malajsie, Spojených arabských emirátů a Singapuru od roku 2017. Předpokládá se, že jejich zrušení napomůže navýšit spolupráci s investory a obchodníky z těchto zemí.
Důležitým sektorem, ve kterém se Kazachstán snaží navýšit svou ekonomickou konkurenceschopnost, je zemědělství. Ke konci roku 2017 KazAgro sjednalo s Evropskou investiční bankou (EIB) půjčku v hodnotě 200 milionu EUR na příštích 15 let.

## Malé a střední podniky
V roce 2015 byl v Kazachstánu zahájen nový program na podporu malých podniků.
V květnu 2015 souhlasila Evropská banka pro obnovu a rozvoj (EBRD) s poskytnutím 41 milionů eur na projekty technické spolupráce, na poradenskou podporu pro malé a střední podniky (SMEs) a také na program Women in Business (Ženy v podnikání).
Ve srovnání s rokem 2015, se počet startupů (začínajících podniků) telekomunikačních společností v roce 2016 zvýšil o 10 %. V současné době je v zemi zapsaných přibližně 9, 400 malých telekomunikačních společností.
Kazašská vláda poskytuje podnikům značnou podporu, převážně malým a středním (SMEs). Jejich rozvoj je nedílnou součástí kazašského státního programu „Business Road Map 2020“.

## Vývoj v letech 2014 a 2015
Od roku 2014 se země potýkala se zpomalením hospodářského růstu, který byl způsobený hlavně poklesem cen ropy a dopady ukrajinské krize.
V únoru 2014 devalvoval Kazachstán svoji měnu o 19 %. A o pár měsíců později, v srpnu roku 2015 došlo k další devalvaci, tentokrát o 22 %. Když v roce 2017 vydal Fraser Institute zprávu o ekonomických svobodách světa, Kazachstánu patřilo 54. místo. Pokud ale počítáme index genderové nerovnosti (který zachycuje, do jaké míry mají ženy po celém světě stejná práva jako muži a podle toho potom upravuje skóre ekonomické svobody), země se umístila až o 12 pozic níže, na 66. místě. Výsledek poukazuje na nedostatek žen v podnikání.
Oproti roku 2013 kleslo v Kazachstánu HDP na jednoho obyvatele přibližně o 40 %.  

## Privatizace 2016 - 2020
V prosinci 2015 schválila vláda Kazachstánu nové privatizační plány na období od roku 2016 do roku 2020. Je to rozsáhlý program privatizací, který navazuje na privatizace z roku 2014 a zahrnuje také 60 významných státních podniků. Podle kazašského ministra financí obdržel státní rozpočet k 20. září 2016 6.99 miliard kazašské národní měny (tenge), což je asi 20.6 milionů dolarů. Získal je z dohod uzavřených během privatizačního programu z let 2014 až 2016.
Privatizační program Kazachstánu má za cíl snížit zapojení státu v ekonomice na 15 procent, což je úroveň stanovená pro jednotlivé země, aby mohly vstoupit do Organizace pro hospodářskou spolupráci a rozvoj (OECD).

## Pandemie covidu-19 a její dopady na ekonomiku
Za poslední dvě desetiletí[kdy?] je pandemie covidu-19 největším šokem pro kazašskou ekonomiku a již nyní má velmi negativní dopad na její růst. Kazašská vláda jednala rychle, aby zabránila šíření pandemie. Úřady rovněž zavedly fiskální balíček, aby podpořily podniky a domácnosti zasažené krizí. Přesto se předpokládá, že HDP v roce 2020 klesne o 3 procenta.